# Renegade (álbum)
Renegade es en undécimo álbum de estudio de la banda irlandesa de hard rock Thin Lizzy, lanzado en 1981 a través de Vertigo Records en el Reino Unido y Warner Bros. Records en Estados Unidos. 
Es el primer disco en que aparece el teclista Darren Wharton acreditado como miembro permanente de la banda, convirtiéndose así en el quinto miembro. Además, contribuyó en la composición de la pista que abre el disco "Angel of Death". No obstante, su foto no aparece en el disco.

## Lista de canciones
1. "Angel of Death" (Phil Lynott, Darren Wharton) – 6:18
2. "Renegade" (Lynott, Snowy White) – 6:08
3. "The Pressure Will Blow" (Scott Gorham, Lynott) – 3:46
4. "Leave This Town" (Gorham, Lynott) – 3:49
5. "Hollywood (Down on Your Luck)" (Gorham, Lynott) – 4:10
6. "No One Told Him" (Gorham, Lynott) – 3:36
7. "Fats" (Lynott, White) – 4:04
8. "Mexican Blood" (Lynott) – 3:41
9. "It's Getting Dangerous" (Gorham, Lynott) – 5:30

## Personal
- Phil Lynott - bajo, voz
- Scott Gorham - guitarra, coros
- Snowy White - guitarra, coros
- Darren Wharton - teclados, órgano , Minimoog, coros
- Brian Downey - batería, percusión